# Melk (flod)
Melk är en biflod till floden Donau i det österrikiska förbundslandet Niederösterreich. Medelvattenföringen är 3 m³/s vid Matzleinsdorf.

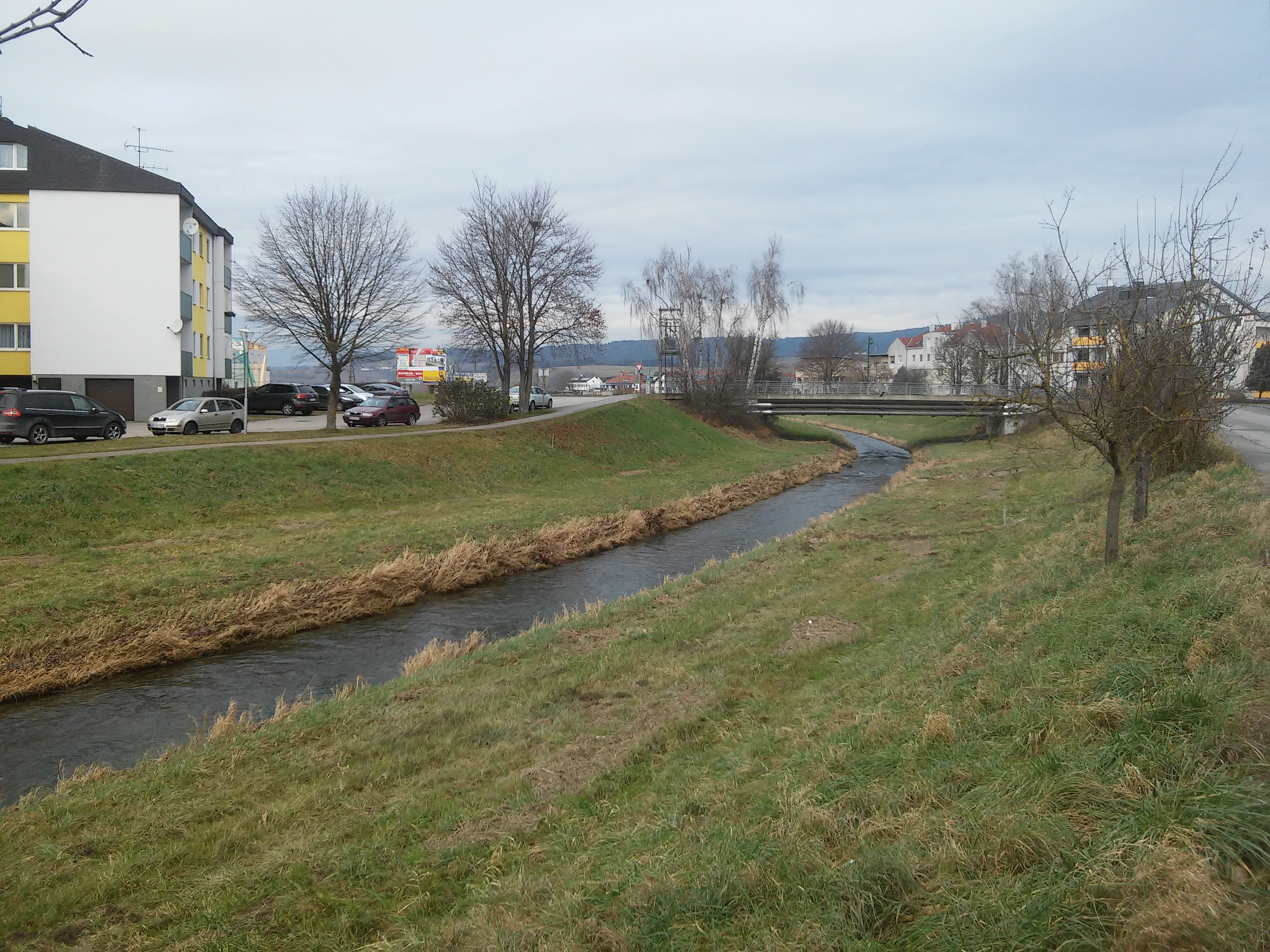
Melk i Ruprechtshofen.

Floden Melk rinner upp nära Statzberg (948 m ö.h.) och rinner norrut mot Donaudalen, där den mynnar i Donau nära staden Melk. Biflod till Melk är floden Mank.
Floden hade under historien många meander och den var rik på fisk. Vattendraget blev sedan 1939 förändrad och den största ombyggnaden skedde efter en flod 1959. Sedan 1990-talet sker delvis återställningar av det ursprungliga tillståndet. Melk ingår i ett Natura 2000 område.